# Мещерская, Капитолина Сергеевна
Капитолина Сергеевна Мальцова, в замужестве княгиня Мещерская (8 июля 1839—1918) — французская поэтесса русского происхождения, прозаик, драматург и переводчик, редактор журнала La Revue d'Aujourd'hui.
Публиковалась под именем Толы Дориан: Тола — сокращение имени «Капитолина», а Дориан — фамилия её второго мужа, Шарля Дориана. 

## Биография
Была старшим ребёнком  русского промышленника Сергея Ивановича Мальцова (1810—1893) от брака с княжной Анастасией Николаевной Урусовой (1820—1894). Родилась в Петербурге, крещена 16 июля 1839 года в Симеоновской церкви при восприемстве П. Н. Игнатьева и бабушки по отцу К. М. Мальцовой, в честь которой и получила свое имя.
Воспитывалась в имении отца, где жила на полной воле, одевалась по-крестьянски, переодевалась мужчиной, правила тройкой. С ранних лет она отличалась даровитостью и красотой, будучи представленной ко двору, была назначена лектрисой к императрице. 
В 1859 году вышла замуж за офицера кавалергардского полка князя Николая Васильевича Мещерского (1837—1908). Несмотря на рождении сына Сергея (06.05.1860) и дочери Инны (23.08.1873), брак оказался неудачным. Отсутствие у мужа каких-либо духовных интересов привело к разводу. Оставив мужа, Капитолина Сергеевна поселилась в Париже, где 6 сентября 1877 года вышла замуж за французского банкира Шарля Дориана (1852—1902) — сына политического деятеля левой организации, бывшего министра общественных работ, и с тех пор преимущественно жила за границей.
Первой её печатной работой стали стихи на русском языке, опубликованные в Женеве в 1879 году, а чуть позже были изданы её переводы творчества Шелли на французский. За время своей карьеры пробовала себя в разных жанрах: писала стихи, пьесы, рассказы, переводила произведения других авторов.
Капитолина Сергеевна деятельно участвовала в литературной жизни Парижа, печатала статьи и новеллы в различных журналах, переводила с французского. Она была завсегдатаем литературных салонов демократического и радикального направления, особенно салона В. Гюго, ученицей и близким другом которого она стала в последние годы его жизни. В 1890 году была редактором журнала La Revue d'Aujourd'hui, впоследствии закрытого.
В 1901 году дочь Капитолины Сергеевны, Дора-Шарлотта Дориан (1875—1951) вторым браком стала женой Жоржа Карла Леопольда Гюго (1868—1925), внука Виктора Гюго. В последние годы жизни Капитолина Сергеевна была тесно связана с русской революционной эмиграцией. Умерла после 1918 года.